# Heteroglobus obesus
Heteroglobus obesus är en skalbaggsart som beskrevs av Dupuis och Roger Paul Dechambre 2008. Heteroglobus obesus ingår i släktet Heteroglobus och familjen Dynastidae. Inga underarter finns listade i Catalogue of Life.